# Thapelo Maseko
Thapelo Maseko (Sudáfrica, 11 de noviembre de 2003) es un futbolista de Sudáfrica que juega en la posición de extremo con el Mamelodi Sundowns de la Premier Soccer League.

## Carrera

### Club
| Periodo   | Club              |
| --------- | ----------------- |
| 2021-2023 | SuperSport United |
| 2023–     | Mamelodi Sundowns |

### Selección nacional
Debutó con Sudáfrica en la Copa COSAFA 20223 En enero de 2024 fue convocado para jugar en la Copa Africana de Naciones 2023, donde anotó su primer gol internacional en el empate 2-2 ante Namibia.

## Logros

### Club
- Premier Soccer League (1): 2023/24
- MTN 8 (1): 2023
- African Football League (1): 2023[5][6][7]

### Individual
- Mejor jugador de la African Football League en 2023.[8]
- Goleador de la African Football League en 2023 (2 goles).